# رت اسکیتس
رت اسکیتس (انگلیسی: Rat Skates؛ زادهٔ ۱۷ مهٔ ۱۹۶۱) کارگردان، تهیه‌کننده، فیلم‌نامه‌نویس، بازیگر، موسیقی‌دان اهل ایالات متحده آمریکا است. وی از سال ۱۹۷۹ میلادی تاکنون مشغول فعالیت بوده است.